# Арабська мова
Арабська мова (اللغة العربية; al-luġa 'l -ʿarabiyya) — семітська мова північноарабської групи, яка сама класифікується як центральносемітська, що походить із Аравійського півострова, де виникла між I і IV століттям серед арабів. Арабська є найпоширенішою семітською мовою, нею розмовляють у західній Азії і північній Африці близько 240 мільйонів осіб як рідною та ще 50 мільйонів як другою. Класичну арабську — мову Корану — обмежено використовують з релігійною метою мусульмани всього світу (загальна кількість 1,57 млрд осіб).
Писемність на основі арабського письма (напрямок якого справа наліво). Арабська є офіційною та робочою мовою Генеральної Асамблеї та деяких інших органів Організації Об'єднаних Націй (ООН); а також офіційною мовою всіх арабських держав (в Іраку — разом із курдською). Крім того є однією з офіційних мов Ізраїлю, Чаду, Еритреї, Джибуті, Сомалі, Коморських островів та невизнаного Сомаліленду.

## Види
Сьогодні розрізняють три основні види арабської мови:
- Класична[en] (або середньовічна, якою написано Коран).
- Літературна (яку використовують мас-медіа та політики арабських країн).
- Розмовна[en] (або побутова, яка поділяється на багато різновидів та діалектів, поширених у різних регіонах арабського світу).

## Арабська мова та Іслам
Арабська мова тісно пов'язана з Ісламом, бо нею (в класичному варіанті) написано Коран. Водночас арабською мовою розмовляють араби-християни, араби-юдеї та іракські мандеї. Більшість мусульман у світі не розмовляють арабською мовою як рідною, проте багато з них можуть читати та цитувати оригінальний текст Корану. Серед неарабських мусульман переклади Корану зазвичай супроводжують оригінальним арабським текстом.

## Історія

Арабська на мапі поширення семітських мов.

Давньоарабська мова стосується зразків доісламської арабської мови, які збереглися незалежно від редакцій арабських граматиків. Арабська мова залишалася чисто розмовною мовою незадовго до виникнення ісламу, тому не мала окремої писемності. Носії давньоарабської мови використовували «запозичені» письменності для тих рідкісних випадків, коли писали арабською мовою. Найдавніший напис арабською мовою зроблено сабейським письмом і датується І ст. до н.е. Досі знайдено лише кілька свідчень про перехідну форму набатейського арамейського алфавіту, який розвинувся в арабське письмо.
Кілька доісламських арабських текстів (переважно поезія та проза, що називаються Айям аль-Араб) також датуються VI і VII ст. (деякі дослідники припускають датування з V ст.), але були записані та, можливо, стандартизовані лише у VIII та IX ст. арабськими граматиками. Тому їхні свідчення менш чіткі, ніж у епіграфічної давньої арабської мови. На основі мови доісламської поезії, з деякими рисами з Корану та іншими з мовлення деяких бедуїнських джерел, авторитетні граматичні норми класичної арабської мови були розроблені протягом другої половини VIII ст. Поряд із класичною мовою, яка незабаром набула престижу мови, що вивчається, збереглися місцеві діалекти.
Арабська мова поділяється на південноарабську та північноарабську. Самі північноарабські мови складаються з давньопівнічноарабської (яка засвідчена п'ятьма діалектами: тайманітським, даданітським, сафаїтським, ісмаїтським та самудським) та арабської мови, яка охоплює давню арабську, класичну арабську та середньоарабську, а також арабські народні діалекти.
Також серед найдавнішіх зразків арабської мови, що дійшли до нашого часу є хаські написи у східній Саудівській Аравії, датовані VIII ст. до н. е. Вони належать до протоарабського періоду (давньопівнічноарабська мова) й виконані не сучасним арабським письмом і не набатейським варіантом, а епіграфічним арабським муснадом. Друга за давниною збережена пам'ятка належить до VI ст. до н. е. — це ліх'янські тексти із південно-східної Саудівської Аравії та самудські тексти, знайдені у різних частинах Аравії та Синайського півострова (попри назву вони не пов'язані з самудом). Далі йдуть сафаїдські написи початку I ст. до н. е. та багато арабських особистих імен у набатейських написах (щоправда написані арамейською мовою).
Приблизно з II століття до н. е. з'являються написи (у Кар'ят-аль-Фаві), які вже відносять не до протоарабського, а до передкласичного періоду. В IV ст. від н. е. виникають арабські королівства лахмідів у Південному Іраку, гасанідів у південній Сирії та Царство Кінда у центральній Аравії. Звідти дійшли деякі значимі зразки доісламської арабської поезії та доісламські арабські написи власне арабським письмом.
Із зародженням ісламу мова поширилася усім сучасним арабським світом завдяки арабським завоюванням сусідніх земель з метою поширення Ісламу. В середньовіччі арабська мова була основною мовою науки в ісламському світі, який переживав тоді золоту добу. Завдяки цьому чимало арабських слів перейшли до європейських мов. 
Упродовж століть мова постійно змінювалася, що втім мало відображалося на письмі, бо короткі голосні звуки (які найчастіше зазнавали історичних змін), окрім як у Корані майже не використовують у тексті. Класична (висока) арабська мова сьогодні не є рідною мовою арабів. Однак і тепер, зі зміненим словниковим складом її використовують у всіх газетах та книгах за винятком Тунісу, Марокко та частково Алжиру, де арабська мова розділяє роль літературної мови з французькою.
Найближчими спорідненими до неї мовами є іврит та арамейська мова. Перша граматика арабської мови належить перському лінгвісту Сібавайгу (араб. سیبَوَیْه) (п. 796).

## Розмовна
| Хасанія (1) Марокканський діалект (2) Діалект алжирської Сахари (3) Алжирський діалект (4) Туніський діалект (5) Бедуїнський діалект західного Єгипту та Лівії (6) Єгипетський діалект (7) Бедуїнський діалект східного Єгипту та Леванти (8) Саїдський діалект (9) Чадський діалект (10) Суданський діалект (11) | Судансько-креольський піджин(12) Недждійський діалект (13) Палестинсько-йорданський діалект (14) Сирійсько-ліванський діалект (15) Мосульський діалект (16) Месопотамський діалект (17) Діалект регіону Перської затоки (18) Бахрейнський діалект (19) Хіджазький діалект (20) Шихухський діалект (21) Оманський діалект (22) | Дофарський діалект (23) Сананський діалект (24) Таїзьсько-аденський діалект (25) Хадрамаутський діалект (26) Кашкадар'їнський діалект (27) Бухарський діалект (28) Кіпрсько-арабська мова (29) Мальтійська мова (30) Нубійський діалект (31) Малонаселений район або відсутність корінних носіїв арабської мови |

Мапа географічного поширення різновидів діалектів арабської мови, визнаних як мови за стандартом ISO 639-3, включаючи креольські мови на основі арабської мови, але за винятком єврейсько-арабських мов:

«Розмовною арабською» називають сукупність різновидів мови, поширених в арабському світі, які насправді суттєво відрізняються від літературної мови. Розрізняють арабську в межах та арабську за межами Аравійського півострова, а також «осілі різновиди» та «кочові різновиди» (останні є консервативнішими, вони поширені серед бедуїнів). Всі різновиди, поширені за межами Аравійського півострова (якими розмовляють більшість носіїв арабської мови), містять спільні між собою риси, що втім відрізняють їх від класичної арабської мови. Це привело дослідників до думки про існування діалекту типу койне, який виник протягом одного-двох століть після арабських завоювань і поширився на завойовані землі. (Ці риси різною мірою притаманні також арабським діалектам всередині Аравійського півострова. Загалом аравійські діалекти різноманітніші, аніж ті, що за межами півострова, проте перші є недостатньо досліджені.)
Всередині неаравійських діалектів найбільшою є відмінність між неєгипетськими півінічноафриканськими діалектами (особливо марокканською арабською) та іншими. Зокрема марокканська арабська є майже незрозумілою для носіїв арабської на схід від Алжиру (хоча зворотне розуміння існує завдяки значній популярності єгипетських фільмів та інших медіа).
Одним із чинників диференціації діалектів є вплив корінних мов, якими розмовляли на завойованих землях до приходу арабів: найчастіше він виражений низкою запозичених слів, хоча іноді цей вплив помітний у порядку слів та вимові звуків. Втім головним чинником, що спричинив значну кількість діалектів, є зміна значень класичних форм. Наприклад, іракське aku, левантійське fīh та північноафриканське kayən означають «є» (англ. there is), і всі походять від класичних арабських форм (yakūn, fīhi, kā'in відповідно), проте сьогодні звучать зовсім по-різному.
Сьогодні розрізняють п'ять основних груп діалектів: аравійські, сирійські, єгипетські, іракські та магрибські (Північна Африка).

### Приклади
| Різновиди                                            | Я люблю багато читати.          | Коли я пішов до бібліотеки,      | Я знайшов лише цю стару книгу.        | Я захотів прочитати книгу про історію жінок у Франції.     |
| ---------------------------------------------------- | ------------------------------- | -------------------------------- | ------------------------------------- | ---------------------------------------------------------- |
| Класична арабська (вжив. лише у літургіях та поезії) | ʾanā ʾuḥibbu l-qirāʾata kaṯīran | ʿindamā ḏahabtu ʾilā l-maktabati | ʾajid ʾillā hāḏā l-kitāba l-qadīma    | ʾurīdu ʾan ʾaqraʾa kitāban ʿan tārīḫi l-marʾati fī-farānsā |
| Арабська літературна                                 | ʾanā ʾuḥibb al-qirāʾa kaṯīran   | ʿindamā ḏahabtu ʾilā l-maktabah  | lam ʾajid ʾillā hāḏā l-kitāb al-qadīm | kuntu ʾurīd ʾan ʾaqraʾ kitāb ʿan tārīḫ al-marʾa fī-farānsā |
| Марокканська                                         | ?? ana nħebb l-qraya bzzaf      | melli mʃit l-lmaktaba            | ?? ma-qadit-ʃ kan ha l-ktab l-qdim    | kont bɣit nqra ktab ʕla t-tarix d-l-mra f-fransa           |
| Туніська                                             | ēne nħibb il-qrēye barʃa        | waqtelli mʃīt l il-maktba        | ma-lqīt-ʃ kēn ha l-ktēb l-qdīm        | kunt nħibb naqra ktēb ʕala tarīx l-mra fi frānsa           |
| Єгипетська                                           | ana baħebb el-ʔerāya ʔawi       | lamma roħt el-maktaba            | ma-lʔet-ʃ ella l-ketāb el-ʔadīm da    | ana kont-e ʕawz-aʔra ktāb ʕan tarīx el-settāt fe faransa   |
| Ліванська                                            | ana bħibb il-ʔirēye ktīr        | lamma reħit il-maktebe           | ma lʔēt illa hal-i-ktēb li-ʔdīm       | kēn beddi ʔeʔra ktēb ʕan tērīx l-mara b-frēnse             |
| Іракська                                             | āni aħibb el-qrāya kulliʃ       | lamman reħit lel-maktaba         | ma ligēt ɣēr hāða l-ketāb al-qadīm    | redet aqra ketāb ʕan tarīx al-ħarim eb-fransa              |
| Аравійська                                           | ana aħob il-grāya kθīr          | lamma roħt l-mekteba             | ma lgēt ɣēr haða l-ktāb il-gedīm      | kont abɣa agra ktāb ʕan tarīx il-ħarīm fi fransa           |
| Кувейтська                                           | ʔāna wāyed aħibb agrā           | lamman reħt al-maktaba           | ma ligēt illa hal ketāb al-gadīm      | kent abī agra ketāb an tarīx el-ħarīm eb fransa            |

### Койне

Прапор Арабської ліги іноді використовують для позначення арабської мови.

Цей прапор іноді використовують для позначення арабської мови.

Існує багато рис, які притаманні більшості сучасних діалектів за межами Аравійського півострова (див. різновиди арабської мови). Через це американський мовознавець зі Стенфордського університету Чарлз Ферґюсон зробив висновок, що ці діалекти розвивалися не нарізно, а разом, утворюючи койне. Нижче подано риси цього койне, які об'єднують усі сучасні діалекти за межами Аравійського півострова
- Втрата іменниками двоїни (граматичного числа) — за винятком іменників із послідовним утворенням множини (пор. утворення множини неістот жіночого роду).
- Зміна а на і в багатьох афіксах (наприклад, префікси неминулих часів ti- yi- ni-; wi- «і»; il- «(означений артикль)»; суфікс жіночого роду -it в неузгодженому означенні).
- Втрата у слабких дієслів закінчення w (які зливаються з дієсловами, що закінчуються на y).
- Перебудова жіночих дієслів, наприклад ḥalaltu «я розв'язав» → ḥalēt(u).
- Перетворення окремих слів lī «мені», laka «тобі», тощо на суфікси-клітики без напрямку на об'єкт.
- Певні зміни у кардинальній системі чисел, наприклад ḫamsat ʾayyām → ḫams tiyyām, де деякі числівники мають особливу множину із префіксом t, а числівники від 13 до 19 — виразний ṭ (наприклад, ḫamṣṭaʿšar «п'ятнадцять» < ḫamsat ʿašar).
- Втрата жіночого елатива (порівняльного відмінка).
- Прикметникові множини від форми kibār «великий» → kubār.
- Зміна прикметникового суфікса (нісби) -iyy на → -i.
- Деякі лексичні зміни, наприклад jāb «приносити» < jāʾ bi- «приходити з (кимось)»; šāf «бачити»; ʾēš «що» (чи подібні); illi «(відносний займенник)».
- Злиття /ɮˤ/ та /ðˤ/.

### Групи діалектів
Головними групами діалектів є:
- Єгипетська арабська. Нею розмовляють бл. 80 млн осіб у Єгипті. Це один із найзрозуміліших варіантів арабської, що спричинено значним поширенням єгипетських фільмів та телешоу в арабському світі. Схожими різновидами мовами розмовляють у Судані.
- Магрибська арабська. Сюди відносять марокканський, алжирський, сахарський[en], туніський та лівійський[en] діалекти, якими загалом розмовляють бл. 75 млн осіб у Марокко, Західній Сахарі, Алжирі, Тунісі, Лівії, Нігері та західному Єгипті. У цих діалектах відчутні впливи берберських мов. Часто магрибська арабська є важко зрозумілою для носіїв близькосхідних діалектів.
- Іракська (месопотамська) арабська. Нею розмовляють бл. 29 млн носіїв у Іраку, східній Сирії та західному Ірані. Крім того сюди також відносять північномесопотамську арабську[en] (бл. 7 млн носіїв у північному Іраку, північній Сирії, північно-західному Ірані та південній Туреччині).
- Левантійська арабська[en]. Сюди відносять північнолевантійську арабську, південнолевантійську арабську, кіпрсько-арабську і йорданську арабську. Загальна кількість носіїв становить бл. 35 млн осіб у Лівані, Сирії, Йорданії, Палестині, Ізраїлі, Туреччині та на Кіпрі.
- Аравійська арабська. Нею розмовляють бл. 4 млн осіб головно в ОАЕ, Кувейті, Омані, Саудівській Аравії, Катарі та Бахрейні, а також у іранських провінціях Бушегр та Хормозґан.

Крім того є менші різновиди:
- Єменська арабська[en], поширена в Ємені, південній Саудівській Аравії, Джибуті та Сомалі.
- Суданська арабська[en] (19 млн носіїв), поширена у Судані.
- Наджійська арабська[en] (9,9 млн носіїв), поширена у Неджі (центральна Саудівська Аравія)
- Хіджазька арабська[en] (7 млн носіїв), поширена у Хіджазі (західна Саудівська Аравія)
- Хасанія (2,8 млн носіїв), поширена у Мавританії, деяких частинах Малі та Західній Сахарі.
- Бахрейнська арабська[en] (310 тис. носіїв), поширена серед бахрейнців та частково в Омані.
- Єврейсько-арабські діалекти
- Центральноазійська арабська[en], поширена в Узбекистані, Таджикистані та Афганістані (на межі зникнення)
- Мальтійська, поширена на середземноморському острові Мальті. Це єдиний із арабських діалектів, що має незалежні літературні норми. Протягом своєї історії вона увібрала багато рис від італійської, сицилійської та англійської мов. Також це єдина семітська мова з латинським письмом.
- Андалузька арабська, була поширена в Іспанії до XV ст., нині є мертвою.
- Сицилійська арабська, була поширена на Сицилії (Південна Італія) до XIV ст., перетворилась у мальтійську мову.

## Звучання
Важливо розрізняти вимову літературної арабської (яку часто називають англ. Modern Standard Arabic) та розмовних різновидів арабської, які істотно різняться між собою. Розмовні різновиди люди опановують вдома (з дитинства), кожен із них є рідною мовою носіїв арабської в певному регіоні. Літературну арабську вивчають у школі; хоча багато людей знає літературну мову на рівні з рідною, технічно вона не є рідною ні для кого. Обидва варіанти використовують усно й на письмі, хоча розмовні різновиди записують рідко, а усну літературну мову використовують здебільшого у формальних ситуаціях — для радіомовлення, лекцій, дискусій у парламенті і якоюсь мірою для порозуміння між носіями різних різновидів арабської. Зазвичай літературною мовою у чистому вигляді розмовляють лише тоді, коли текст підготовлено заздалегідь. Якщо ж розмова йде експромтом (тобто живий діалог), то мовці іноді відхиляються від строго літературних норм на користь розмовним різновидам. Фактично існує ланцюжок варіантів усного мовлення: від майже чистої літературної мови (MSA) — до форми, яка використовує граматику та лексику MSA зі значним впливом розмовних різновидів, — до форми розмовної мови, яка вливає значну кількість слів та граматичних конструкцій до MSA, — до форми, що близька до чистої розмовної мови, проте позбавлена «гострих кутів» (найвідчутніших «вульгарних» або некласичних аспектів), — й до чистої розмовної мови. Який саме з цих варіантів буде використано в конкретній розмові, залежить від суспільного класу та освіченості її учасників, а також від рівня формальності ситуації. Часто мова може варіюватися в межах однієї зустрічі, наприклад від майже чистої MSA до змішаної форми під час радіоінтерв'ю, коли інтерв'юйований починає відчувати себе більш комфортно з інтерв'юером. Таке явище диглосії поширене у всьому арабському світі.

### Літературна арабська
Хоча літературна арабська (MSA) є унітарною мовою, її вимова все ж варіюється залежно від країни та регіону. Зміни в «акцентах» літературної мови відповідають особливостям різновидів розмовної мови, хоча відмінності трохи пом'якшуються. Наприклад, фонема, що походить від протосемітського /g/, має багато варіантів звучання у розмовних різновидах, як-то [d͡ʒ ~ ʒ ~ j ~ ɡʲ ~ ɡ]. Мовець, в чийому рідному різновиді ця фонема звучить як [d͡ʒ] або [ʒ], вимовлятиме її так само і в літературній мові, а мовець із Каїра, для якого рідним є єгипетське [ɡ], вживатиме в усній літературній мові [ɡ].
Інший приклад: Багато розмовних різновидів знані своїм сингармонізмом, в якому «емфатичний приголосний» видозмінює алофони сусідніх голосних (особливо відкритий голосний /aː/, який видозмінюється на заднє [ɑ(ː)] за цих обставин, і дуже часто на [æ(ː)] за будь-яких інших обставин). В багатьох розмовних різновидах видозмінений або «емфатичний» голосний алофон перебуває досить далеко від цього приголосного; у деяких різновидах (наприклад, єгипетській арабській) «емфатичні» алофони поширюються на все слово, часто включно з префіксами та суфіксами. Носії розмовних різновидів із цим сингармонізмом зазвичай вводять його до літературної вимови, часто з меншим рівнем поширенням, аніж у розмовному різновиді. (Наприклад, носії розмовних різновидів із надзвичайно широкою міжзвуковою гармонією можуть допускати доволі помітне, але помірне розповсюдження гармонійних алофонів у своїй літературній мові; водночас носії розмовних різновидів із помірною міжзвуковою гармонією можуть лише гармонізувати сусідні голосні у MSA.)

#### Голосні
Сучасна літературна арабська має шість чистих голосних — короткі /a i u/ та їхні довгі відповідники /aː iː uː/. Крім того є два дифтонги: /aj/ та /aw/.
Як зазначено вище, вимова голосних залежить від того, який розмовний різновид є рідним для конкретного мовця. Та все ж є певні загальні тенденції. Найпомітнішою є розбіжність між вимовою звуків /a/ та /aː/, які наближаються до [æ(ː)], [a(ː)] або [ɛ(ː)] у більшості ситуацій, проте вони переходять у заднє [ɑ(ː)] за сусідства емфатичних приголосних. (Деякі діалекти, на зразок хіджазького, мають центральне [ä(ː)] в усіх ситуаціях.) Голосні /u/ та /i/ часто зазнають змін під впливом емфатичних, головно в напрямку заднього і/або середнього ряду, проте різниця не така велика, як у голосних низького піднесення. Вимова коротких /u/ та /i/ у багатьох діалектах коливається біля [ʊ~o] та [ɪ~e] відповідно.

#### Приголосні
|              |              | Губні | Міжзубні  | Міжзубні | Зубні/Ясенні | Зубні/Ясенні | Заясенні | Палатальні | Задньоязикові | Язичкові | Фарингальні4 | Гортанні |
| чіткі        | емфатичні    | Губні | емфатичні | чіткі    |              |              | Заясенні | Палатальні | Задньоязикові | Язичкові | Фарингальні4 | Гортанні |
| ------------ | ------------ | ----- | --------- | -------- | ------------ | ------------ | -------- | ---------- | ------------- | -------- | ------------ | -------- |
| Носові       | Носові       | m     |           |          |              | n            |          |            |               |          |              |          |
| Вибухові     | глухі        |       |           |          | tˤ           | t            |          |            | k             | q        |              | ʔ        |
| Вибухові     | дзвінкі      | b     |           |          | dˤ3          | d            | d͡ʒ~ʒ~ɡ1  | d͡ʒ~ʒ~ɡ1    | d͡ʒ~ʒ~ɡ1       |          |              |          |
| Фрикативні   | глухі        | f     | θ         |          | sˤ           | s            | ʃ        |            | x~χ5          | x~χ5     | ħ4           | h        |
| Фрикативні   | дзвінкі      |       | ð         | ðˤ~zˤ    | ðˤ~zˤ        | z            |          |            | ɣ~ʁ5          | ɣ~ʁ5     | ʕ4           |          |
| апроксиманти | апроксиманти |       |           |          |              | l2           |          | j          | w             |          | ʕ4           |          |
| дрижачі      | дрижачі      |       |           |          |              | r            |          |            |               |          |              |          |

Примітки. Підкреслені у таблиці варіанти є «стандартними» згідно з описами в мовознавчих джерелах; саме таку вимову прищеплюють іноземцям, що вивчають літературну арабську. (Джерела розходяться в думці щодо того, який із варіантів є стандартним у випадку x~χ та ɣ~ʁ.)
Відповідність арабських літер звукам МФА див. у статті Арабська абетка.
1. Цю фонему передає арабська літера джим (ج), вона має багато стандартних вимов. [d͡ʒ] є характерною для Іраку та для більшості країн Аравійського півострова; [ʒ] поширена в Левантії та на Півночі Африки; а [ɡ] вживають у Єгипті та деяких регіонах Ємену та Оману. Загалом таке різноманіття збігається зі звучанням цієї фонеми у розмовних діалектах[44]. У деяких регіонах Судану та Ємену так само, як у деяких суданських та єменських діалектах, вона може позначати [ɡʲ] або [ɟ], відтворюючи оригінальну вимову класичної арабської. В іншомовних словах, що містять /ɡ/, її можуть передавати як ج, غ, ك, ق, گ, ݣ або ڨ, що головним чином залежить від розмовного різновиду, поширеного в конкретному регіоні. Слід зауважити, що в північному Єгипті де арабську літеру джим (ج) вимовляють як [ɡ], окрема фонема /ʒ/ трапляється у невеликій кількості європейських запозичень, наприклад /ʒakitta/ «жакет».
2. /l/ звучить як [ɫ] у /ʔallaːh/, імені Бога (тобто слові Аллаг), коли йому передує a, ā, u або ū (після i або ī вона не є твердою: bismi l–lāh /bismillaːh/). Деякі мовці вимовляють /l/ твердо також у інших випадках, імітуючи свої рідні діалекти.
3. Емфатичний приголосний /dˤ/ насправді звучить як [ɮˤ], або ж [d͡ɮˤ][44] — в будь-якому разі незвичний звук. В середньовіччі араби називали свою мову luġatu l-ḍād «мова даду» (дад — назва літери, що передає цей звук), оскільки вважали, що цей звук є унікальним і не повторюється в інших мовах. (Насправді ж, він також є у кількох невеликих семітських мовах, наприклад, мегрі.)
4. У багатьох різновидах, /ħ, ʕ/ (ح, ع) є надгортанними [ʜ, ʢ].
5. /x/ та /ɣ/ (خ, غ) часто є заясенними, хоча ясенна та язичкова вимови також є можливими.[44]
6. /θ/ (ث) може звучати як [t] чи навіть [s]. У деяких районах Магрибу вона (фонема) також може звучати як [t͡s].

В арабській мові є приголосні, які традиційно називають «емфатичними» /tˤ, dˤ, sˤ, ðˤ/ (ط, ض, ص, ظ): вони передають одночасно фарингалізацію (зближення кореня язика зі стінками піднебіння) [tˤ, dˤ, sˤ, ðˤ] та різної міри веляризацію (ствердіння приголосного) [tˠ, dˠ, sˠ, ðˠ], тож їх можна записати зі знаком «веляризації або фарингалізації» (̴) ось так: /t̴, d̴, s̴, ð̴/. Це одночасне поєднання фонологи описують як «втягнутий корінь язика» (англ. Retracted Tongue Root). У деяких системах транскрипції емфазис передають великою літерою, наприклад, /dˤ/ записують як ‹D›; в інших літеру підкреслюють лінією, або ставлять під нею крапку, наприклад ‹ḍ›.
Голосні та приголосні можуть бути фонологічно короткими або довгими. Довгі (подвоєні) приголосні в латинській транскрипції зазвичай записують подвоєними (тобто bb, dd тощо), відображаючи наявність арабського діакритичного знака шидди, який позначає подвоєння приголосного. Звучить довгий приголосний удвічі довше за короткий, що може змінити значення слова: qabala «він прийняв» — qabbala «він поцілував».

#### Складова структура
В арабській мові є два типи складів: відкриті (ПГ) та (ПГГ) і закриті (ПГП), (ПГГП), та (ПГПП) (тут і далі: П = приголосний, Г = голосний). Складові типи з більш ніж двома морами є довгими. При цьому ті з них, що мають три мори, тобто ПГП та ПГГ, називають власне довгими складами, а ті, що чотири — наддовгими складами. Наддовгі склади в класичній арабській трапляються лише у двох місцях: в кінці речення (через паузу в мовленні) та у словах на зразок ḥārr «гарячий», māddah «матерія», taḥājjū «вони сперечаються одне з одним», де довге ā з'являється перед подвоєним приголосним (колишній короткий голосний між приголосними було втрачено). (У менш формальній вимові сучасної літературної мови наддовгі склади є звичним явищем наприкінці слова чи перед клітиками на зразок -nā «нас, наш», через втрату кінцевого короткого голосного.)
У поверхневій вимові перед кожним голосним має бути приголосний (включно з гортанним зімкненням [ʔ]). В арабській немає жодного випадку збігу двох голосних, між якими не було би приголосного. Деякі слова починаються з голосного, наприклад, означений артикль al- або слова ištarā «він купив», ijtimāʿ «зустріч». Під час вимови цих слів стається таке:
- Якщо перед словом є інше слово, що закінчується на приголосний, то відбувається плавний перехід від кінцевого приголосного до початкового голосного, наприклад, al-ijtimāʿ «зустріч» /alid͡ʒtimaːʕ/.
- Якщо перед словом є інше слово, що закінчується на голосний, то початковий голосний другого слова випадає, наприклад baytu (a)l-mudīr «будинок директора» /bajtulmudiːr/.
- Якщо слово стоїть на початку виразу, то перед ним з'являється гортанне зімкнення, наприклад al-baytu huwa … «Будинок є…» /ʔalbajtuhuwa …/.

#### Наголос
Наголос слова не є фонетично контрастним у літературній арабській. Він тісно пов'язаний із довготою голосних. Основними правилами літературної мови з цього приводу є:
- Кінцевий голосний (як довгий, так і короткий) можна не наголошувати.
- Лише один із трьох останніх складів можна наголошувати.
- Останній довгий склад (який містить довгий голосний або є закритим) наголошується.
- Якщо такого складу немає, то наголошується третій склад від кінця.
- Як виняток, у дієслівних Формах VII та VIII перший можливий склад не наголошується: отож, inkatab(a) «він підписав», yankatib(u) «він підписує» (в обох випадках кінцевий голосний можна не вимовляти), yankatib «йому слід підписати» (юсивний спосіб). Подібно Форма VIII ištarā «він купив», yaštarī «він купує».

Приклади: kitāb(un) «книга», kā-ti-b(un) «письменники», mak-ta-b(un) «письмовий стіл», ma-kā-ti-b(u) «письмові столи», mak-ta-ba-tun «бібліотека» (але mak-ta-ba(-tun) «бібліотека» в короткій вимові), ka-ta-bū (літературна мова) «вони написали» = ka-ta-bu (діалект), ka-ta-bū-h(u) (літературна мова) «вони це написали» = ka-ta-bū (діалект), ka-ta-ba-tā (літературна мова) «вони (двоїна жін.) написали», ka-tab-tu (літературна мова) «я написав» = ka-tabt (коротка форма діалекта). Подвоєні приголосні є двома приголосними, тобто між ними може проходити поділ на склади: ma-jal-la-(tan) «журнал», ma-hall(-un) «місце».
За цими правилами, наголос падає на різні склади одного й того ж слова залежно від того, чи вимовляють відмінкове закінчення, чи ні (як трапляється зазвичай). Це можна простежити на вище приведеному прикладі: mak-ta-ba-tun «бібліотека» у повній вимові, але mak-ta-ba(-tun) «бібліотека» в короткій вимові.
Обмеження на наголошення кінцевого довгого голосного не стосується діалектів, де кінцевий довгий голосний перетворився на короткий, а другий з кінця голосний став довгим.
Деякі діалекти мають інші правила наголошення. В каїрському діалекті (єгипетська арабська) довгий склад може бути наголошеним, лише якщо він є не далі ніж другий від кінця слова: отож, mad-ra-sa «школа», qā-hi-ra «Каїр». Це також впливає на вимову літературної арабської в Єгипті. В санському діалекті наголос часто губиться: bay-tayn «два будинки», mā-sat-hum «їхній стіл», ma-kā-tīb «письмові столи», zā-rat-hīn «іноді», mad-ra-sat-hum «їхня школа». (В цьому діалекті лише склади з довгим голосним або дифтонгом є довгими; у двоскладових словах кінцевий склад може бути наголошеним, лише якщо попередній склад є коротким; а в довших словах кінцевий склад не може бути наголошеним.)

#### Рівні вимови
Кінцеві короткі голосні (наприклад, відмінкові закінчення -a -i -u та закінчення способу -u -a) часто не вимовляють, незважаючи на формальну парадигму іменників та дієслів. Через це існують такі рівні вимови:
Повна вимова
За повної вимови всі закінчення вимовляють так, як записують. Зазвичай, таке трапляється лише у граматичних описах мови.
Повна вимова з паузою
Це найбільш формальний рівень, який зазвичай використовують у розмові. Всі закінчення вимовляють так, як записують, за винятком тих, що в кінця вислову (словосполучення чи речення). Там відбуваються такі зміни:
- Кінцевий короткий голосний не вимовляють. (Виняток можливий для множини жіночого роду -na та вкорочених голосних у наказових способах недостатніх дієслів, наприклад irmi! «кидай!».)
- Всі закінчення невизначеності -in -un (з нунацією) випадають. Закінчення -an випадає зі слів, яким передує та марбута ة (тобто -t в закінченні -at-, що зазвичай вказує на жіночий рід іменника), але вимовляється як -ā у решті випадків.
- Та марбута сама по собі звучить як h. (Принаймні, так воно є у формальній вимові, наприклад, у деяких декламація Корану. На практиці це h зазвичай упускають.)

Формальна коротка вимова
Цей формальний рівень трапляється нечасто. Він полягає у вимові слів так, наче вони в позиції перед паузою (із впливом розмовних різновидів). Трапляються такі зміни:
- Більшість кінцевих коротких голосних не вимовляють. Винятками є такі голосні:

- жіноча множина -na
- вкорочений голосний в юсивному/наказовому способах дієслова, наприклад, irmi! «кидай!»
- афікс минулого часу другої особи однини жіночого роду -ti, а також ʾanti «ти (жін.)»
- іноді афікс минулого часу першої особи однини -tu
- іноді афікс минулого часу другої особи однини чоловічого роду -ta, а також ʾanta «ти (чол.)»
- кінцеве -a в декількох словах, наприклад, laysa «не є», sawfa «(визначник майбутнього часу)»

- Нунаційні закінчення -an -in -un не вимовляють. Втім, їх вимовляють у прислівникових утвореннях знахідного відмінка, наприклад, taqrīban تقريباً «майже, приблизно», ʿādatan عادةً «зазвичай».
- Та марбуту не вимовляють за винятком слів у сполученому стані, де вона звучить t (а також у прислівникових конструкціях знахідного відмінка, наприклад, ʿādatan عادةً «зазвичай», де -tan вимовляють).
- Чоловічий прикметниковий суфікс -iyy (нісба) зазвичай звучить як -ī і є ненаголошеним (проте у формах множини та жіночого роду однини, тобто коли йому передує інший суфікс, звучить як -iyy-).
- Повні закінчення (включно з відмінниковими закінченням) трапляються тоді, коли до слова додають додаток-клітику або присвійний суфікс (наприклад, -nā «нас/наш»).

Неформальна коротка вимова
Це вимова, яку використовують мовці літературної арабської під час імпровізованої розмови, тобто коли мовець сам будує нові речення, а не просто читає готовий текст. Це схоже на формальну коротку вимову за винятком того, що правила упускання кінцевих голосних застосовують навіть за наявності суфіксів-клітиків. В основному короткі відмінкові та способові голосні ніколи не вимовляють, а деякі зміни, що відбуваються, повторюють розмовну вимову. А саме:
- Всі правила формальної короткої вимови діють, за винятком наступних.
- Закінчення минулого часу однини, які формально записують як -tu -ta -ti, вимовляють як -t -t -ti. Проте чоловіче ʾanta вимовляють повністю.
- На відміну від формальної короткої вимови, правила упускання та видозміни кінцевих закінчень також використовують, коли додають додаток-клітику або присвійний суфікс (наприклад, -nā «нас/наш»). Якщо через це виникає згромадження трьох приголосних, то відбувається один із таких варіантів (залежно від рідного діалекту мовця):

- Додають короткий голосний (наприклад, -i- або -ǝ-), або між другим і третім, або між першим і другим приголосним.
- Або ж короткий голосний додають лише тоді, коли згромадження приголосних не піддається вимові, найчастіше у випадку порушення звукової ієрархії (наприклад, -rtn- вимовляють як три приголосних поспіль, але -trn- потребує втручання голосного).
- Або ж короткий голосний ні за яких умов не додають, проте приголосні на зразок r l m n, що опинилися між двома іншими приголосними, звучатимуть як складотворчий приголосний (подібно до чеських та сербськохорватських збігів приголосних на кшталт hrvatski, srpski, krk).
- Якщо подвоєний приголосний трапляється перед іншим приголосним (або є кінцевим), то його часто вкорочують до звичайного приголосного, а не додають голосний. (Слід зауважити, що в марокканській арабській приголосні ніколи не вкорочують і не додають голосні, аби розбавити нагромадження приголосних. Натомість там у цих випадках дотримуються літературних норм.)

- Суфікси-клітики також змінюються так, аби уникнути нагромадження приголосних. Зокрема, -ka -ki -hu зазвичай звучить як -ak -ik -uh.
- Кінцеві довгі голосні часто вкорочуються, зливаючись із будь-яким коротким голосним, що залишається.
- Залежно від рівня формальності, рівня освіченості мовця тощо, можливі різні розмовні варіанти.

### Розмовні різновиди

#### Голосні
Як уже сказано вище, багато розмовних різновидів мають процес поширення «емфази», за якого «емфаза» (фарингалізація) емфатичних приголосних поширюється на сусідні склади, через що сусідні приголосні стають емфатичними, а голосні заднього ряду набувають низького піднесення. Міра поширення залежить від конкретного різновиду. Наприклад, в марокканській арабській вона поширюється до найближчого повного голосного (тобто довгого голосного чи дифтонга); у багатьох левантійських діалектах її поширення не має межі (її можуть зупинити лише звуки /j/ чи /ʃ/); в єгипетські арабській вона поширюється на все слово включно з префіксами та суфіксами. В марокканській арабській /i u/ також мають емфатичні алофони [o~ɔ e~ɛ].
Ненаголошені короткі голосні, особливо /i u/ випадають у багатьох контекстах. Є багато спорадичних прикладів зміни коротких голосних (особливо /a/→/i/ та взаємоперетворення /i/↔/u/). У багатьох левантійських діалектів короткі /i u/ переходять у /ǝ/ в більшості контекстів (за винятком позиції перед єдиним кінцевим приголосним). З іншого боку, в марокканській арабській короткий /u/ навіює лабіалізацію (огублення) на сусідні приголосні (особливо задньоязикові та язичкові), після чого короткі /a i u/ переходять у /ǝ/, який випадає в багатьох контекстах. (Лабіалізацію з /ǝ/ часто інтерпретують як фонему /ŭ/.) Це фактично спричиняє загальну втрату різниці між короткими та довгими голосними /aː iː uː/, на зміну яким виникають напівдовгі голосні [aˑ iˑ uˑ] (фонемно /a i u/), які вживають на місці як коротких, так і довгих голосних в запозиченнях з літературної арабської.
У більшості розмовних діалектів первинні /aj aw/ перетворились на /eː oː/ (за будь-яких обставин, включно із наявністю сусіднього емфатичного приголосного). В марокканській арабській вони перейшли в первинні /iː uː/.

#### Приголосні
У деяких діалектах може бути більше фонем, аніж у таблиці вище. Наприклад, непритаманне арабській [v] трапляється в магрибських діалектах як усно, так і письмо (для передачі іншомовних слів). Семітське [p] перетворилося в арабській на [f] дуже рано, ще до появи письма; втім деякі арабські діалекти, на зразок іракського під впливом перської та турецької мов розрізняють [p] та [b]. Іракська арабська також вживає звуки [ɡ], [t͡ʃ], а також використовує деякі перські літери, наприклад: گوجة gawjah — слива; چمة čimah — трюфель тощо.
Раніше окремі фонеми [ɮˤ] та [ðˤ] об'єдналися у єдину фонему [ðˤ]. Чимало діалектів (наприклад, єгипетський, левантійський та багато магрибських) пізніше втратили міжзубні фрикативні, перетворивши [θ ð ðˤ] на [t d dˤ]. Більшість діалектів у «вивчених» із літературної мови словах вживають ту ж вимову, що й у запозичених словах, проте деякі діалекти без міжзубних фрикативних (частково в Єгипті та Левантії) вживають у запозичених словах [s z zˤ dˤ] замість первинних [θ ð ðˤ ɮˤ].
Ще однією ознакою, за якою арабські діалекти різняться між собою, є те, як вони передають первинний задньоязикові та язичкові /q/, /d͡ʒ/ (протосемітське /ɡ/), та /k/:
- ق /q/ зберігає свою первинну вимову у таких регіонах, як Ємен, Марокко та містах Магрибу. У кількох відомих діалектах, на зразок каїрського, бейрутського та дамаскського, вона звучить як гортанне зімкнення [ʔ]. В районі Перської затоки, Іраку, Верхньому Єгипті, Магрибі та меншою мірою в містах Левантії (наприклад, Йорданії) вона звучить як [ɡ]. У деяких християнських селах Левантії цей звук вимовляють як [k]. У деяких діалектах Перської затоки цей звук палаталізувався до [d͡ʒ] або [ʒ]. В суданській арабській він звучить як [ʁ]. Багато діалектів, у яких звучання /q/ змінилося, все ж вимовляють цей звук по-літературному в деяких словах (часто з релігійним чи освітнім підтекстом).
- ج /d͡ʒ/ звучить як африкат в Іраку, та в більшості діалектів Аравійського півострова; проте у північному Єгипті, в багатьох регіонах Ємену й Оману, в Марокко, Тунісі та Левантії його вимовляють як [ɡ]; натомість у арабських діалектах Перської затоки він звучить як [j], [i̠].
- ك /k/ часто зберігає своє первинне звучання, проте в Ізраїлі, Палестині, Іраку та в більшості діалектів Аравійського півострова цей палаталізувався до /t͡ʃ/. Часто різниця між суфіксами /-ak/ (тебе, чол.) та /-ik/ (тебе, жін.) переходить у різницю між /-ak/ та /-it͡ʃ/ відповідно. В Сані, Омані та Бахрейні /-ik/ вимовляють як /-iʃ/.

Фарингалізація емфатичних приголосних у багатьох різновидах арабської має тенденцію до послаблення та поширення на сусідні приголосні. До того ж у багатьох діалектах емфатичний алофон [ɑ] навіює фарингалізацію на сусідні звуки. Як наслідок, це може ускладнити або й унеможливити визначення того, чи є кінцевий приголосний емфатичним, чи ні, особливо в діалектах із широким поширенням емфази. (Відомим винятком є звуки /t/ та /tˤ/ в марокканській арабській, оскільки спершу їх вимовляли як африкат [t͡s], а згодом — ні.)

## Граматика

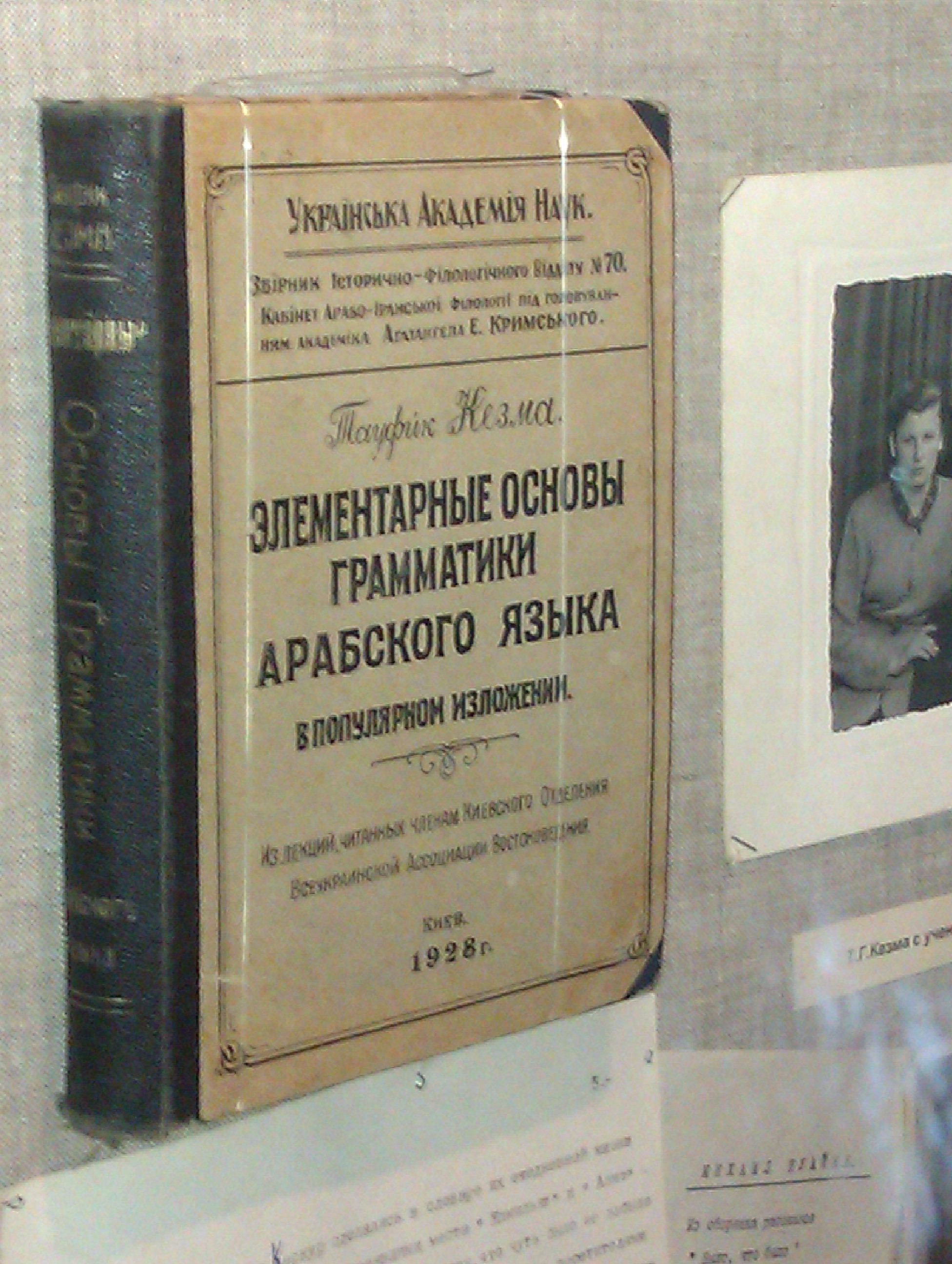
Граматика арабської мови, яку написав український сходознавець Тауфік Кезма російською мовою, УАН, 1928 рік

### Літературна арабська
Як і всі семітські мови, арабська має незвичну для носія індоєвропейських мов морфологію (тобто спосіб утворення нових слів від загального кореня). Арабська морфологія має систему «корінь-і-модель». Це означає, що слово утворюється поєднанням кореня (який має вигляд кількох приголосних — найчастіше трьох) із моделлю певного значення. Наприклад, якщо об'єднати корінь k-t-b (зі значенням «писати») та модель -a-a-tu (перша особа однини минулого часу), то утвориться слово katabtu («я написав»). Інші дієслова у першій особі однини минулого часу матимуть ту саму модель, проте об'єднану з іншим коренем (наприклад, qaraʾtu «я прочитав», ʾakaltu «я з'їв», ðahabtu «я прийшов»), хоча інші моделі для цього значення також можливі (наприклад, šaribtu «я випив», qultu «я сказав», takallamtu «я поговорив», де використано підмодель, в якій проте лишається суфікс минулого часу -tu).
З єдиного кореня k-t-b можна утворити багато слів, додаючи різні моделі:
- katabtu «я написав»
- kattabtu «я був (щось) написав»
- kātabtu «я листувався (з кимось)»
- ʾaktabtu «я диктував»
- iktatabtu «я підписав»
- takātabnā «ми листувалися (одне з одним)»
- ʾaktubu «я пишу»
- ʾukattibu «я (щось) написав»
- ʾukātibu «я листуюся (з кимось)»
- ʾuktibu «я диктую»
- ʾaktatibu «я підписую»
- natakātabu «ми листуємося (одне з одним)»
- kutiba «це було написано»
- ʾuktiba «це було продиктовано»
- maktūb «написано»
- muktab «продиктовано»
- katīb «книга»
- kutub «книги»
- kātib «письменники»
- kuttāb «письменники»
- maktab «письмовий стіл»
- maktabah «бібліотека»
- тощо.

#### Корінь
Арабський корінь найчастіше складається з трьох літер, рідше з двох, чотирьох чи п'яти; якщо в корені більше трьох літер, то він повинен містити хоча би один із плавних приголосних (пам'ятка: مُرْ بِنَفْلٍ). Втім, на думку російського арабіста С.Майзеля, кількість трибуквенних коренів становить 82 % від загальної кількості.
До складу кореня не може входити будь-яка комбінація приголосних: деякі з них не сумісні в одному й тому ж корені.
1. Гортанні: غ ع خ ح (за сумісності ع та ء)
2. Не гортанні:

ب та ف م
ت та ث
ث та س ص ض ط ظ
ج та ف ق ك
خ та ظ ق ك
د та ذ
ذ та ص ض ط ظ
ر та ل
ز та ض ص ظ
س та ص ض
ش та ض ل
ص та ض ط ظ
ض та ط ظ
ط та ظ ك
ظ та غ ق
غ та ق ك
ق та ك غ
ل та ن
Ця особливість складу арабського кореня трохи полегшує читання тексту без голосних; наприклад, написання حعفر з голосними матиме вигляд جَعْفَر тощо.

#### Іменники та прикметники
Іменники в літературній арабській мають три відмінки (називний, знахідний та родовий); три числа (однина, двоїна та множина); два роди (чоловічий та жіночий); та три стани (невизначений, визначений та сполучений). Показником відмінка в однині (за винятком слів, що закінчуються на довге ā) є суфікс — короткий голосний у кінці слова (/-u/ для називного, /-a/ для знахідного, /-i/ для родового).
Однина жіночого роду часто має форму на /-at/, яка скорочується до /-ah/ чи /-a/ перед паузою (на письмі її позначає особлива літера та марбута). Множина утворюється або завдяки закінченням (ціла, правильна множина), або завдяки змінам всередині слова (розбита, неправильна множина). До визначених іменників належать власні назви, всі іменники в сполученому стані та всі іменники, що вжито із означеним артиклем /al-/. У невизначених іменників в однині (крім тих, що закінчуються на довге ā) виникає кінцеве /-n/, що разом із відмінковим голосним утворює суфікс неозначеності: /-un/, /-an/ або /-in/ (це називають нунацією).
Прикметники в літературній арабській мають відмінок, число, рід та стан, як і іменник. Утім множина неістот завжди поєднується з прикметником жіночого роду однини, який отримує суфікс /-ah/ або /-at/.
Займенники в літературній арабській має особу, число та рід. Є два різновиди — самостійні займенники та енклітики. Енклітики додаються до кінця дієслова, іменника або прийменника й визначають об'єкт, на який скеровано значення дієслова чи прийменника або володіння іменника. Займенник першої особи однини має різні енклітики для дієслів (/-ni/) та для іменників чи прийменників (/-ī/ після приголосних, /-ya/ після голосних).
Іменники, дієслова, займенники та прикметники узгоджуються між собою в усіх відношеннях. Втім множина іменників-неістот граматично вважається одниною жіночого роду. Крім того дієслово в дієслівному реченні завжди має форму однини незалежно від його семантичного числа, коли додаток дієслова прямо вказано як іменник. Числівники від трьох до десяти узгоджуються за принципом навхрест, коли граматично чоловічі числівники позначають жіночий рід і навпаки.

#### Дієслова
Дієслова в літературній арабській мають особу (першу, другу та третю), рід та число. Дієслова змінюються за двома станами (активним та пасивним); і п'ятьма способами (дійсним, наказовим, умовним, юсивним), енергійним). Також є два дієприкметники (активний і пасивний), а також віддієслівний іменник. Арабські дієслова не мають неозначеної форми (інфінітива), замість неї у словниках використовують форму третьої особи однини минулого часу (він зробив), бо вона є найпростішою.
Дієслова відмінюються за двома основними парадигмами — минулою та неминулою. До минулої належить власне минулий час, який виражає дію, що відбулася до моменту мовлення. Поняття неминулої парадигми об'єднує два часи:
- теперішньо-майбутній час, що виражає незакінчену за своїм характером дію, яка відбувається чи починається одночасно із моментом мовлення чи моментом, про який ідеться в мовленні;
- майбутній час, що виражає дію, яка відбувається у майбутньому щодо моменту мовлення; утворюється завдяки префіксу sa- або sawfa, який додають до форми теперішньо-майбутнього часу.

Минулу та неминулу парадигми часто називають доконаною та недоконаною, маючи на увазі, що вони поєднують час та вид. Всі способи окрім дійсного можливі лише в неминулих часах. Різниця між формами минулого та неминулих часів полягає в різних основах слова (наприклад, минуле katab- і неминуле -ktub-) та різних афіксах, що визначають особу, число та рід: В минулому особу, число та рід злито в одну суфіксальну морфему, натомість у неминулих вживають комбінацію префікса (що позначає особу) та суфікса (що позначає рід і число). Для пасивного стану вживають ті самі афікси особи/числа/роду, проте зі зміненими голосними в основі.
В таблиці, наведеній нижче, подано різні форми (породи) дієслова, утворені від кореня k-t-b «писати» (для форми IX вжито корінь ḥ-m-r «червоний», позаяк ця форма стосується лише кольорів та фізичних властивостей).
| Форма | Минула парадигма | Значення                                      | Неминула парадигма | Значення                                      |
| ----- | ---------------- | --------------------------------------------- | ------------------ | --------------------------------------------- |
| I     | kataba           | «він написав»                                 | yaktubu            | «він пише»                                    |
| II    | kattaba          | «він змусив (когось) писати»                  | yukattibu          | «він змушує (когось) писати»                  |
| III   | kātaba           | «він листувався (з кимось), написав (комусь)» | yukātibu           | «він листується (з кимось), пише (комусь)»    |
| IV    | aktaba           | «він диктував»                                | yuktibu            | «він диктує»                                  |
| V     | takattaba        | не існує                                      | yatakattabu        | не існує                                      |
| VI    | takātaba         | «він листувався (з кимось, особливо взаємно)» | yatakātabu         | «він листується (з кимось, особливо взаємно)» |
| VII   | inkataba         | «від підписав»                                | yankatibu          | «він підписує»                                |
| VIII  | iktataba         | «він скопіював»                               | yaktatibu          | «він копіює»                                  |
| IX    | iḥmarra          | «він зачервонив»                              | yaḥmarru           | «він червонить»                               |
| X     | istaktaba        | «він попросив (когось) написати»              | yastaktibu         | «він просить (когось) написати»               |

### Розмовні різновиди
У діалектах зникла різниця між відмінками, а також майже зникла двоїна (її вживають лише щодо іменників, при чому необов'язково). Також вони втратили всі способи крім дійсного і наказового, проте багато з них набули нових способів за допомогою префіксів (найчастіше /bi-/ для дійсного та умовного). Вони також втратили «нунацію» невизначеності та внутрішній пасив.

## Письмо

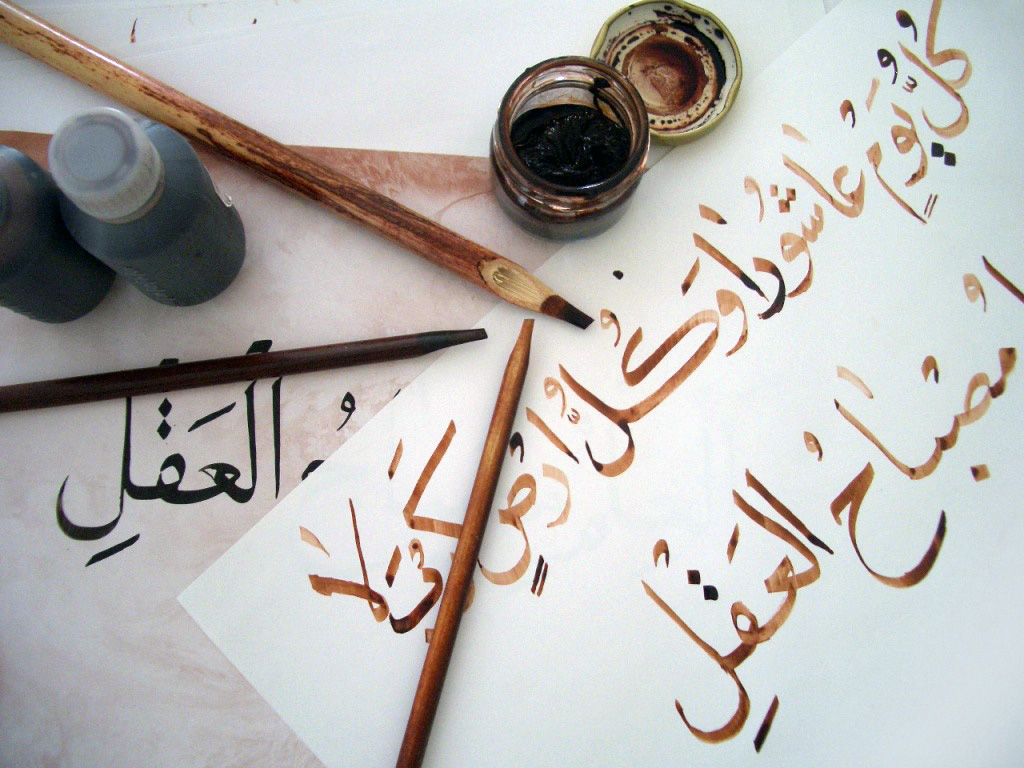
Зразок тексту, написаного арабською каліграфією

Звукове (консонантно-приголосне) письмо арабів виникло на основі арамейського через набатейське, до якого арабське є подібним (як коптське чи кириличне письмо схоже на грецьке). У зв'язку з особливою формою арабського письма східні слов'яни називали його арабська в'язь.
Історично виникли розбіжності між західним та східним написанням деяких знаків. Наприклад, в Магрибі фа (ف) має крапку знизу, а каф (ق) замість двох крапок зверху — одну; крім того порядок літер трохи різний (особливо, коли їх використовують як числівники). Втім давній магрибський варіант перестали використовувати (за винятком каліграфії в коранських школах Західної Африки).
Як і більшість семітських писемностей, арабське письмо ведуть справа наліво. Існує кілька стилів шрифту, найвідоміші з яких насх (друкований комп'ютерний шрифт) та ру́ка (його зазвичай використовують на письмі).

### Абетка
В арабській абетці 28 букв, 25 із них — для позначення приголосних звуків і 3 — для позначення довгих голосних, а також спеціального призвука «гамза» ء, що не входить до абетки. Для позначення коротких голосних використовують діакритичні знаки, які іноді пишуть над або під буквами. Поділу на великі та малі букви немає.
|            | Форми     | Форми     | Форми   | Форми | Назва          | Вимова          |
| Ізольована | Початкова | Серединна | Кінцева |       | Назва          | Вимова          |
| 1          | ا         | ا         | ا       | ـا    | каліф [ʔaliːf] | [ʔ], [aː]       |
| 2          | ب         | بـ        | ـبـ     | ـب    | бак [baːʔ]     | [b]             |
| 3          | ت         | تـ        | ـتـ     | ـت    | так [taːʔ]     | [t]             |
| 4          | ث         | ثـ        | ـثـ     | ـث    | сак [θaːʔ]     | [θ]             |
| 5          | ج         | جـ        | ـجـ     | ـج    | джим [ʤiːm]    | [ʤʲ], [ɡʲ], [ʒ] |
| 6          | ح         | حـ        | ـحـ     | ـح    | хак [ħaːʔ]     | [ħ]             |
| 7          | خ         | خـ        | ـخـ     | ـخ    | хак [χaːʔ]     | [χ]             |
| 8          | د         | د         | ـدـ     | ـد    | даль [daːl]    | [d]             |
| 9          | ذ         | ذ         | ـذـ     | ـذ    | заль [δaːl]    | [δ]             |
| 10         | ر         | ر         | ـرـ     | ـر    | рак [raːʔ]     | [r]             |
| 11         | ز         | ز         | ـزـ     | ـز    | зайн [zaːjn]   | [z]             |
| 12         | س         | سـ        | ـسـ     | ـس    | сін [siːn]     | [s]             |
| 13         | ش         | شـ        | ـشـ     | ـش    | шин [ʃiːn]     | [ʃʲ]            |
| 14         | ص         | صـ        | ـصـ     | ـص    | сад [sˁaːd]    | [sˁ]            |
| 15         | ض         | ضـ        | ـضـ     | ـض    | дад [dˁaːd]    | [dˁ]            |
| 16         | ط         | طـ        | ـطـ     | ـط    | так [tˁaːʔ]    | [tˁ]            |
| 17         | ظ         | ظـ        | ـظـ     | ـظ    | зак [zˁaːʔ]    | [zˁ], [δˁ]      |
| 18         | ع         | عـ        | ـعـ     | ـع    | гайн [ʕaːjn]   | [ʕ]             |
| 19         | غ         | غـ        | ـغـ     | ـغ    | гайн [ʁaːjn]   | [ʁ]             |
| 20         | ف         | فـ        | ـفـ     | ـف    | фак [faːʔ]     | [f]             |
| 21         | ق         | قـ        | ـقـ     | ـق    | каф [qaːf]     | [q]             |
| 22         | ك         | كـ        | ـكـ     | ـك    | каф [kaːf]     | [kʲ], [ʧʲ]      |
| 23         | ل         | لـ        | ـلـ     | ـل    | лам [laːm]     | [l]             |
| 24         | م         | مـ        | ـمـ     | ـم    | мім [miːm]     | [m]             |
| 25         | ن         | نـ        | ـنـ     | ـن    | нун [nuːn]     | [n]             |
| 26         | ه         | هـ        | ـهـ     | ـه    | гак [ɦaːʔ]     | [ɦ]             |
| 27         | و         | و         | ـوـ     | ـو    | вав [waːw]     | [w], [uː]       |
| 28         | ي         | يـ        | ـيـ     | ـي    | яй [jaːj]      | [j], [iː]       |

| Інші літери |                     |                                            |
| ة           | та-марбута          | суфікс жіночого роду                       |
| ى           | аліф-максура        |                                            |
| ء           | гамза               | зімкнення голосових зв'язок                |
| Ташкіль     |                     |                                            |
| ـْ           | сукун               | відсутність голосного                      |
| ـّ           | шадда               | подвоєння приголосного                     |
| ـَ           | фатха               | [a]                                        |
| ـِ           | кясра               | [i]                                        |
| ـُ           | дамма               | [u]                                        |
| ـً           | фатхатан            | вживаються для утворення неозначеної форми |
| ـٍ           | кясратан            | вживаються для утворення неозначеної форми |
| ـٌ           | дамматан або танвін | вживаються для утворення неозначеної форми |

Приголосні літери у арабській поділяються на 2 типи: «сонячні» та «місячні». До сонячних належать літери, що позначають звуки, утворені за участю кінчика язика. Вони відрізняються від місячних тим, що при додаванні означеного артикля al, вони асимілюють його до початкової літери слова (пор. сонячна: Ат-Тусі, а місячна: Аль-Кут).
| Сонячні | ت ، ث ، د ، ذ ، ر ، ز ، س ، ش ، ص ، ض ، ط ، ظ ، ن ، ل     |
| Місячні | أ ، ب ، ج ، ح ، خ ، ع ، غ ، ف ، ق ، ك ، ل ، م ، ه ، و ، ي |

Найдавнішими писемними пам'ятками є:
- намарський (328)
- забадський (512)
- харранський (568) написи.

### Каліграфія
Після того, як Халіль ібн Ахмад бл. 786 року остаточно зафіксував арабське письмо, було винайдено багато стилів, більшість із яких — для запису Корану та інших книг, а також для підписів на монументах та орнаментів.
Арабська каліграфія не вийшла з ужитку, як на Заході, й араби досі вважають її значною формою мистецтва; до каліграфів ставляться з великою повагою. Оскільки арабське письмо є скорописним за природою, його використовують для мальовничого запису віршів Корану, Хадиси чи просто прислів'їв. Зазвичай композиція є абстрактною, та іноді переходить у чітку форму, як-то тварини. Одним із сучасних майстрів цього жанру є Хассан Массуді (Hassan Massoudy).

### Транслітерація
| приголосні | приголосні | приголосні | приголосні | приголосні | приголосні | приголосні | приголосні | приголосні | приголосні | приголосні | приголосні | приголосні | приголосні | приголосні | приголосні | приголосні | приголосні | приголосні | приголосні | приголосні | приголосні | приголосні | приголосні | приголосні | приголосні | приголосні | приголосні | приголосні | голосні | голосні | голосні | голосні |                       |                       |
| ---------- | ---------- | ---------- | ---------- | ---------- | ---------- | ---------- | ---------- | ---------- | ---------- | ---------- | ---------- | ---------- | ---------- | ---------- | ---------- | ---------- | ---------- | ---------- | ---------- | ---------- | ---------- | ---------- | ---------- | ---------- | ---------- | ---------- | ---------- | ---------- | ------- | ------- | ------- | ------- | --------------------- | --------------------- |
| ء‎          | ب‎          | ت‎          | ث‎          | ج‎          | ح‎          | خ‎          | د‎          | ذ‎          | ر‎          | ز‎          | س‎          | ش‎          | ص‎          | ض‎          | ط‎          | ظ‎          | ع‎          | غ‎          | ف‎          | ق‎          | ك‎          | ل‎          | م‎          | ن‎          | ه‎          | و‎          | ي‎          | ة‎          | ا‎       | و‎       | ي‎       | ى‎       | арабські літери       | арабські літери       |
| ’          | б          | т          | с̱          | дж         | х̣          | х̮          | д          | з̱          | р          | з          | с          | ш          | с̣          | д̣          | т̣          | з̣          | ‛          | г̮          | ф          | к̣          | к          | л          | м          | н          | г          | в          | й          | -          | а̄       | ӯ       | і̄       | ā       | кирилізація (наукова) | кирилізація (наукова) |
| ʾ          | b          | t          | ṯ          | ǧ          | ḥ          | ḫ          | d          | ḏ          | r          | z          | s          | š          | ṣ          | ḍ          | ṭ          | ẓ          | ʿ          | ġ          | f          | q          | k          | l          | m          | n          | h          | w          | y          | ah/ä       | ā       | ū       | ī       | ā/á/ỳ   | станд.                | латинізація           |
| '          |            |            | th         | j/g        | 7          | kh         |            | dh         |            |            |            | sh         | 9          |            | 6          | dh         | `          | gh         |            | 8/9        |            |            |            |            |            |            |            | ah         |         | oo      | ee      | a       | нестр.                | латинізація           |
| 2          |            |            |            |            |            | 5          |            |            |            |            |            | ch         | 4          | 9          |            | 6'/8       | 3          | 3'         |            | g          |            |            |            |            |            |            |            | eh         | aa      | ou/uu   | ii      | y       | нестр.                | латинізація           |

### Цифри
У більшості країн Північної Африки використовують західноарабські цифри (0, 1, 2, 3, 4, 5, 6, 7, 8, 9). Утім, у Єгипті та арабськомовних країнах сходу використовують східноарабські цифри (٠ — ١ — ٢ — ٣ — ٤ — ٥ — ٦ — ٧ — ٨ — ٩). В кількацифрових числах цифри пишуть зліва направо, так само номер телефону читають зліва направо (по-європейськи). Вимовляють їх так: 24 — «чотири і двадцять», 1975 — «одна тисяча (і) дев'ять сотень (і) п'ять і сімдесят» (як у класичній гебрейській чи німецькій).

## Контакти з іншими мовами
Вплив арабської мови є особливо важливим у мусульманських країнах. Зокрема арабська є важливим джерелом слів для белуджійської, бенгальської, берберської, каталонської, англійської, французької, німецької, гуджараті, гіндустані, італійської, індонезійської, курдської, малайської, малаялам, мальтійської, пушту, перської, португальської, пенджабської, рогінья, сірайкі, сіндхі, сомалійської, іспанської, суахілі, тагальської, тамільської, урду та турецької мов. В більшості інших мов арабські запозичення пов'язані з науковими міжнародними термінами в галузі математики, астрономії, хімії.
Наприклад, деякі слова української мови, запозичені з арабської: адмірал, алхімія, алкоголь, алгебра, алгоритм, альманах, арсенал, банан, жасмин, карат, кава, лимон, магазин, софа, сундук, тариф, цукор, шербет, шифр тощо.
У більшості мов релігійні терміни, пов'язані з ісламом, мають також арабське походження (в українській вони іноді дублюються турецькими варіантами), наприклад: імам, мечеть, хадж, кафір (тур. ґяур), салят (тур. намаз) тощо.
Утім, арабська також піддавалася іншомовним впливам. Найважливішим джерелом слів доісламського періоду були споріднені семітські мови: арамейська (яка була мовою міжнародного спілкування на стародавньому Близькому Сході), ефіопська та меншою мірою гебрейська (переважно релігійний контекст). До того ж багато культурних, релігійних та політичних термінів арабська запозичила з іранських (головно середньоперської та парфянської, меншою мірою з класичної перської мови) та грецької (наприклад, kimiya — хімія).
Сьогодні арабська мова інтенсивно поповнює свою лексику новою термінологією, запозиченою від інших народів. Особливістю запозичень в арабській є те, що слова повинні бути включені в існуючу граматичну структуру арабської мови. Тому як правило слова скорочуються до вигляду, коли у них залишаються лише 3-4 приголосні, які надалі використовуватимуться як корінь слова при утворенні однокореневих слів.

## Арабська мова та Україна
У різний час арабську мову досліджували українці Агатангел Кримський, Андрій Ковалівський, Тауфік Кезма, Ярема Полотнюк. Сьогодні найвідомішими арабістами України є Валерій Рибалкін, Михайло Якубович та ін. Один із перших україномовних підручників арабської мови з'явився 2003 року, його уклав єгипетський професор Атеф А. Амер. Згодом 2006 року вийшов посібник з арабської мови початкового рівня, автором якого є Юлія Осадча.
Нині арабську мову викладають у таких українських вишах:
- Львівський університет: Філологічний факультет, кафедра сходознавства — як перша іноземна мова[51].
- Київський національний лінгвістичний університет: Інститут східних мов, кафедра сходознавства[52].
- Києво-Могилянська академія: Гуманітарний факультет, кафедра літератури та іноземних мов — як друга іноземна мова[53].
- Київський університет: Інститут філології, кафедра Близького Сходу[54].
- ПВНЗ Інститут сходознавства та міжнародних відносин «Харківський колегіум»: на факультеті «Міжнародні відносини» вивчають як першу східну мову, всього вивчають дві східні і одну європейську[55].
- Харківський університет імені В. Н. Каразіна на факультеті іноземних мов, кафедра східних мов та міжкультурної комунікації.

Крім того навчання арабській мові пропонують деякі приватні структури, громадські і релігійні організації. Наприклад, безкоштовно можна навчатися арабській мові в Недільних школах, що знаходяться при мечетях (Київ, Харків, Одеса, Запоріжжя, Миколаїв).
Цікавий факт. 1708 року в Алеппо коштом гетьмана Івана Мазепи було видано Євангеліє арабською мовою. Таким чином гетьман підтримав арабів-християн Антіохійської православної церкви. Кілька Біблій, серед яких, ймовірно, є і надрукуване у 1708 році в Алеппо коштовне Євангеліє, були знайдені послом України в Лівані Ігорем Осташем в кількох монастирях.

## Приклади
| Українська                      | Арабська         | Арабська з голосними | Романізація (DIN 31635)         | МФА                                |
| ------------------------------- | ---------------- | -------------------- | ------------------------------- | ---------------------------------- |
| Українська [мова]               | الأوكرانية‎       | الأُوكْرَانِيَّة‎           | al-ūkrāniyyah                   | /alʔuːkraːnijja/                   |
| Так                             | نعم‎              | نَعَمْ‎                  | naʿam                           | /naʕam/                            |
| Ні                              | لا‎               | لا‎                   | lā                              | /laː/                              |
| Привіт                          | مرحبا‎            | مَرْحَبًا‎                | marḥaban                        | /marħaban/                         |
| Мир вам                         | السلام عليكم‎     | السَّلامُ عَلَيْكُمْ‎         | ʾassalāmu ʿalaykum (варіюється) | /ʔasːalaːmu ʕɑlæjkum/ (варіюється) |
| Як справи?                      | کيف الحال؟‎       | کَيْفَ ٱلْحَال؟‎           | kayfa l-ḥāl                     | /kæjfa lħaːl/                      |
| Ласкаво прошу                   | أهلا‎             | أَهْلاً‎                 | ʾahlan                          | /ʔahlan/                           |
| До побачення                    | مع السلامة‎       | مَعَ السّلامَة‎           | maʿa s-salāma                   | /maʕa ssalaːma/                    |
| Будь ласка                      | من فضلك‎          | مِنْ فَضْلِك‎              | min faḍlik                      | /min fadˤlik,/                     |
| Дякую                           | شكرا‎             | شُكْرًا‎                 | šukran                          | /ʃukran/                           |
| Даруйте                         | عفوا‎             | عَفْوًا‎                 | ʿafwan                          | /ʕafwan/                           |
| Пробачте                        | آسف‎              | آسِف‎                  | ʾāsif                           | /ʔaːsif/                           |
| Як тебе звати?                  | ما اسمك؟‎         | مَا ٱسْمُك؟‎             | mā smuk(a/i)?                   | /ma smuk(a/i)/                     |
| Скільки?                        | كم؟‎              | كَمْ؟‎                  | kam?                            | /kam/                              |
| Я не розумію.                   | لا أفهم‎          | لا أفْهَم‎              | lā ʾafham                       | /laː ʔafham/                       |
| Я не розмовляю арабською мовою. | لا أتكلم العربية‎ | لا أتَكَلّمُ الْعَرَبيّة‎     | lā ʾatakallamu l-ʿarabiyyah     | /laː ʔatakallamu lʕarabijja/       |
| Я не знаю.                      | لا أعرف‎          | لا أعْرِف‎              | lā ʾaʿrif                       | /laː ʔaʕrif/                       |
| Я голодний.                     | أنا جائع‎         | أنا جائِع‎             | ʾanā jāʾiʿ                      | /ʔanaː ɡaːʔiʕ/                     |
| Помаранчевий                    | برتقالي‎          | بُرْتُقَالِي‎              | burtuqālī                       | /burtuqaːliː/                      |
| Чорний                          | أسود‎             | أسْوَد‎                 | ʾaswad                          | /ʔaswad/                           |
| Один                            | واحد‎             | واحِد‎                 | wāḥid                           | /waːħid/                           |
| Два                             | اثنان‎            | اِثْنَان‎                | iṯnān                           | /iθnaːn/                           |
| Три                             | ثلاثة‎            | ثَلاثَة‎                | ṯalāṯah                         | /θalaːθa/                          |
| Чотири                          | أربعة‎            | أرْبَعَة‎                | ʾarbaʿah                        | /ʔarbaʕa/                          |
| П'ять                           | خمسة‎             | خَمْسَة‎                 | ḫamsah                          | /xamsa/                            |
| Шість                           | ستة‎              | سِتّة‎                  | sittah                          | /sitta/                            |
| Сім                             | سبعة‎             | سَبْعَة‎                 | sabʿah                          | /sabʕa/                            |
| Вісім                           | ثمانية‎           | ثَمَانِيَة‎               | ṯamāniyah                       | /θamaːnija/                        |
| Дев'ять                         | تسعة‎             | تِسْعَة‎                 | tisʿah                          | /tisʕah/                           |
| Десять                          | عشرة‎             | عَشَرَة‎                 | ʿašarah                         | /ʕaʃarah/                          |
| Одинадцять                      | أحد عشر‎          | أَحَدَ عَشَر‎              | ʾaḥad(a) ʿašar                  | /ʔaħad(a) ʕaʃar/                   |

### Словники
- Dozy, P. Dictionnaire détaillé des noms des vêtements chez les Arabes. Amsterdam: J. Müller, 1845.
- Dozy, P.; Engelmann, W. Glossaire des mots espagnols et portugais dérivés de l'arabe. Leyde: Brill, 1869.  (перевидання: Beirut: Libr. du Liban, 1974; Amsterdam: APA-Oriental-Press, 1982).